# Montviette
Montviette est une ancienne commune française, située dans le département du Calvados en région Normandie, peuplée de 201 habitants, devenue le 1er janvier 2017 une commune déléguée au sein de la commune nouvelle de Saint-Pierre-en-Auge.

## Toponymie
Le nom de la localité est attesté sous les formes Mons Vietœ au XIVe siècle, Mons Viettœ au XVIe siècle (pouillé de Lisieux, p. 56), Mont de Viette en 1778 (dénombr. d’Alençon), Monviette en 1780 (temporel de Lisieux).
La rivière la Viette, un sous-affluent de la Dives, traverse la commune.

## Histoire
Le 1er janvier 2017, Hiéville intègre avec douze autres communes la commune de Saint-Pierre-en-Auge créée sous le régime juridique des communes nouvelles instauré par la loi no 2010-1563 du 16 décembre 2010 de réforme des collectivités territoriales. Les communes de Boissey, Bretteville-sur-Dives, Hiéville, Mittois, Montviette, L'Oudon, Ouville-la-Bien-Tournée, Sainte-Marguerite-de-Viette, Saint-Georges-en-Auge, Saint-Pierre-sur-Dives, Thiéville, Vaudeloges et Vieux-Pont-en-Auge deviennent des communes déléguées et Saint-Pierre-sur-Dives est le chef-lieu de la commune nouvelle.

## Politique et administration

### Liste des maires
| Période                                  | Période               | Identité                     | Étiquette | Qualité                               |
| ---------------------------------------- | --------------------- | ---------------------------- | --------- | ------------------------------------- |
| Les données manquantes sont à compléter. |                       |                              |           |                                       |
| avant 1929                               | mai 1935              | Médéric Buquet               |           |                                       |
| mai 1935                                 | octobre 1947          | Isidore Guilmin              |           |                                       |
| octobre 1947                             | mai 1953              | André Letellier              |           |                                       |
| mai 1953                                 | mars 1965             | Marcel Leboucher             |           |                                       |
| mars 1965                                | mars 2001             | Yves Meslon                  |           | Agriculteur retraité, maire honoraire |
| mars 2001                                | novembre 2004 (décès) | Francis Douvinet (1939-2004) |           | Retraité de l'agriculture             |
| décembre 2004                            | décembre 2016         | Christiane Dorléans          | SE        | Naturaliste                           |

### Liste des maires délégués
| Période      | Période      | Identité            | Étiquette | Qualité        |
| ------------ | ------------ | ------------------- | --------- | -------------- |
| janvier 2017 | juillet 2020 | Christiane Dorléans | SE        | Naturaliste    |
| juillet 2020 | En cours     | Sonia Butant        | SE        | Aide-soignante |

## Démographie
L'évolution du nombre d'habitants est connue à travers les recensements de la population effectués dans la commune depuis 1793. À partir du 1er janvier 2009, les populations légales des communes sont publiées annuellement dans le cadre d'un recensement qui repose désormais sur une collecte d'information annuelle, concernant successivement tous les territoires communaux au cours d'une période de cinq ans. 
Pour les communes de moins de 10 000 habitants, une enquête de recensement portant sur toute la population est réalisée tous les cinq ans, les populations légales des années intermédiaires étant quant à elles estimées par interpolation ou extrapolation. Pour la commune, le premier recensement exhaustif entrant dans le cadre du nouveau dispositif a été réalisé en 2004,.
En 2021, la commune comptait 201 habitants, en évolution de −1,47 % par rapport à 2015 (Calvados : +1,58 %, France hors Mayotte : +2,49 %).
| 1793 | 1800 | 1806 | 1821 | 1831 | 1836 | 1841 | 1846 | 1851 |
| ---- | ---- | ---- | ---- | ---- | ---- | ---- | ---- | ---- |
| 474  | 398  | 422  | 331  | 369  | 515  | 490  | 502  | 458  |

| 1856 | 1861 | 1866 | 1872 | 1876 | 1881 | 1886 | 1891 | 1896 |
| ---- | ---- | ---- | ---- | ---- | ---- | ---- | ---- | ---- |
| 414  | 405  | 413  | 366  | 406  | 399  | 418  | 365  | 335  |

| 1901 | 1906 | 1911 | 1921 | 1926 | 1931 | 1936 | 1946 | 1954 |
| ---- | ---- | ---- | ---- | ---- | ---- | ---- | ---- | ---- |
| 334  | 313  | 323  | 315  | 310  | 299  | 283  | 238  | 252  |

| 1962 | 1968 | 1975 | 1982 | 1990 | 1999 | 2004 | 2009 | 2014 |
| ---- | ---- | ---- | ---- | ---- | ---- | ---- | ---- | ---- |
| 219  | 223  | 191  | 170  | 170  | 187  | 174  | 177  | 195  |

| 2018 | - | - | - | - | - | - | - | - |
| ---- | - | - | - | - | - | - | - | - |
| 208  | - | - | - | - | - | - | - | - |

## Lieux et monuments
- Église Notre-Dame dans le bourg.
- Ruines de l’église Saint-Pierre de La Gravelle. En 2020, il ne reste que les murs ; le portail occidental de plein cintre est encore debout.

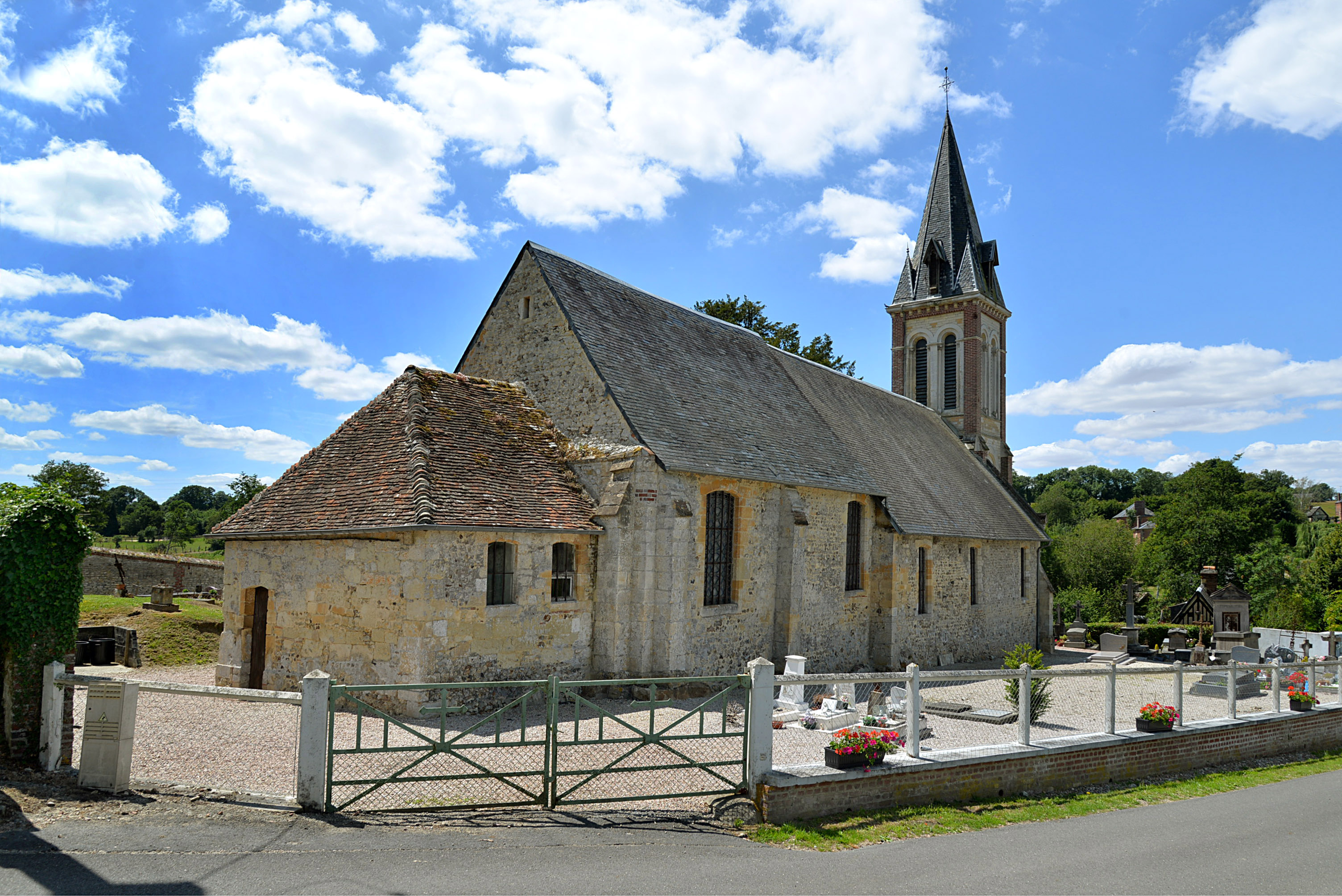
L’église Notre-Dame.
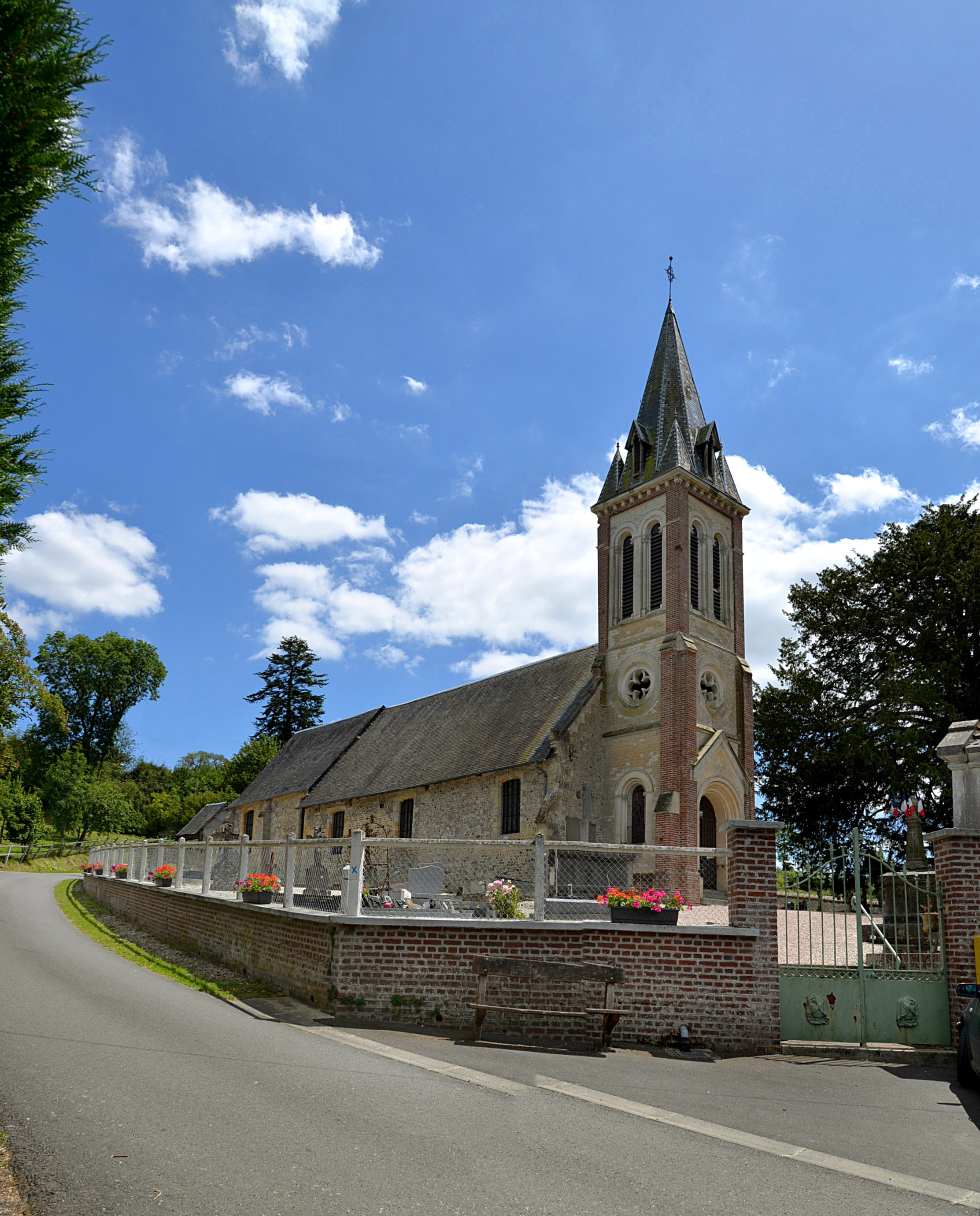
L’église Notre-Dame.
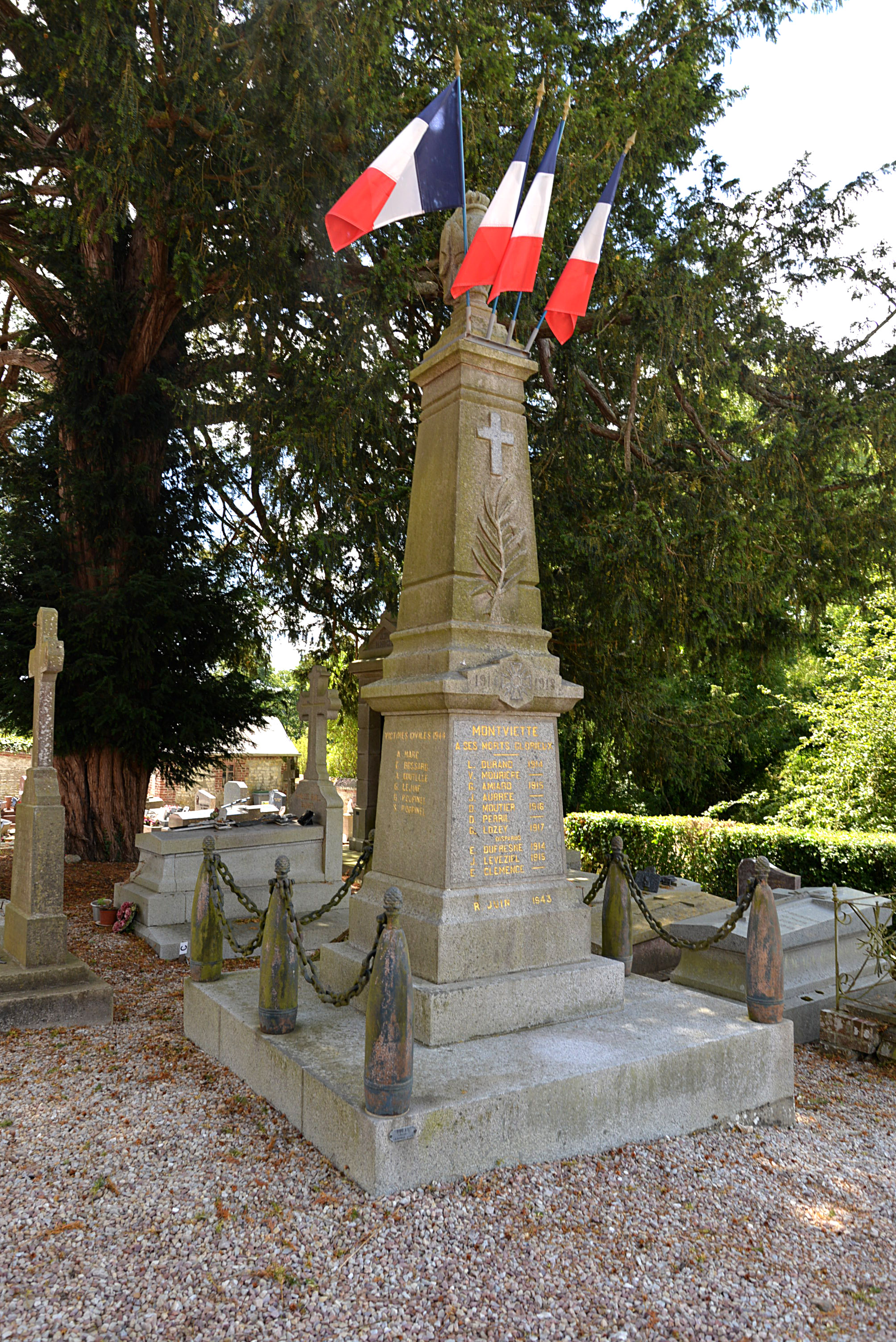
Le monument aux morts dans le cimetière.